# Бутов, Сергей Алексеевич
Серге́й Алексе́евич Бу́тов (2 апреля 1923 года — 19 января 2013 года) — советский военный деятель, вице-адмирал ВМФ СССР, участник Великой Отечественной войны. Лауреат Государственной премии СССР (1982).

## Биография
Родился в селе Черкассы (ныне Елецкий район Липецкой области). Окончил среднюю школу.
В 1940 году стал курсантом Военно-морского пограничного училища Народного комиссариата внутренних дел СССР. Проходил курсантом морскую практику на парусно-моторной шхуне «Хиурант», именно там и находился на момент начала войны.
С 22 июня 1941 года до 10 июля участвовал в поисках и уничтожении бандформирований на территории Эстонской ССР. С сентября 1941 года в составе морского отряда матросом морской пехоты участвовал в обороне города Ленинграда на Невском плацдарме.
В январе 1942 года был отозван с фронта. В составе выживших курсантов Военно-морского пограничного училища переведен в Высшее военно-морское училище имени Фрунзе, находящееся в тот момент в Баку, которое окончил в марте 1944 года. После окончания учёбы направлен на Черноморский флот. Победу встретил в должности командира минно-торпедной боевой части сторожевого корабля «Шквал».
С 1946 года — минер дивизиона противолодочных кораблей. В следующем году проходил обучение в высших спецклассах в городе Ленинграде.
С 1948 года — флагманский минер дивизии охраны Водного района Черноморского флота ВМФ СССР.
В 1951 году поступил в Военно-морскую академию, которую окончил в 1954 году.
С 1954 года — заместитель флагманского минера Черноморского флота, с 1956 года — заместитель начальника минно-торпедного управления флота.
В 1959 году Бутов возглавил минно-торпедное управления Черноморского флота, в 1969 году стал заместителем начальника Управления противолодочного вооружения ВМФ СССР.
С 1972 года по 1973 год — в служебной командировке во Вьетнамской Народной Республике, где во главе группы советских специалистов участвовал в обучении местных кадров и разминировании американских морских мин в районе Хайфона.
В 1975 году назначен на должность начальника Управления противолодочного вооружения ВМФ.
В 1985 году ушёл в отставку в звании вице-адмирала. Работал в Институте геохимии и аналитической химии имени Вернадского АН СССР.
Скончался 19 января 2013 года.

## Награды
- Орден Отечественной войны I степени
- Орден Трудового Красного Знамени
- Четыре ордена Красной Звезды
- Орден «За службу Родине в Вооружённых Силах СССР» III степени
- 30 медалей, среди них медали «За оборону Ленинграда» и «В ознаменование 100-летия со дня рождения Владимира Ильича Ленина»[1]
- Государственная премия СССР (1982) — за участие в создании вооружения кораблей ВМФ[2]
- Почётный гражданин Елецкого района (2003)[3]